# Hội đồng Quản thác Liên Hợp Quốc

Thế giới năm 1945, các lãnh thổ ủy thác LHQ có màu xanh lá cây

Thế giới năm 2000, không còn lãnh thổ ủy thác nào

Hội đồng Quản thác Liên Hợp Quốc (tiếng Anh: United Nations Trusteeship Council; tiếng Pháp: Le Conseil de tutelle des Nations unies) từng là một trong những cơ quan chính của Liên Hợp Quốc, được thành lập nhằm đảm bảo những lãnh thổ ủy thác được quản lý với những lợi ích tốt nhất dành cho cư dân nơi đấy cũng như an ninh và hòa bình quốc tế. Các lãnh thổ ủy thác này (phần lớn trong số chúng là các cựu lãnh thổ ủy trị của Hội Quốc Liên hoặc các vùng lãnh thổ tách ra từ những nước bại trận trong thế chiến thứ hai ngày nay đều đã giành được quyền tự trị hoặc nền độc lập. Chúng hoặc trở thành những quốc gia riêng biệt hoặc sáp nhập vào những quốc gia độc lập xung quanh. Lãnh thổ ủy thác cuối cùng là Palau, từng là một phần của lãnh thổ Ủy thác Quần đảo Thái Bình Dương, đã trở thành thành viên Liên Hợp Quốc vào tháng 12 năm 1994.

## Lịch sử
Hội đồng Quản thác được lập ra năm 1945 để giám sát việc phi thực dân hóa những lãnh thổ phụ thuộc này. Các lãnh thổ này được đặt dưới Hệ thống Ủy thác Quốc tế (International Trusteeship System) do Hiến chương Liên Hợp Quốc tạo ra và chúng có thể coi là những gì kế tục của hệ thống ủy trị của Hội Quốc Liên. Có 11 lãnh thổ nhận được sự ủy thác: 7 ở châu Phi và 4 ở châu Đại Dương. Trong số đó có 10 lãnh thổ từng do Hội Quốc Liên ủy trị, lãnh thổ thứ 11 là Somaliland thuộc Ý.